# Schiffneriolejeunea omphalanthoides
Schiffneriolejeunea omphalanthoides är en bladmossart som beskrevs av Frans Verdoorn. Schiffneriolejeunea omphalanthoides ingår i släktet Schiffneriolejeunea och familjen Lejeuneaceae. Inga underarter finns listade i Catalogue of Life.